# Discografia formației Machine Head
Machine Head este o formație americană de muzică metal, înființată la Oakland, California, SUA pe 12 octombrie 1991, de către vocalistul și chitaristul Robb Flynn și bateristul Adam Duce. Machine Head e printre pionerii Noului Val al Heavy Metal-ului American. Ei au lansat 7 albumuri de studio, 2 albumuri live, 4 extended play-uri, un DVD, și 12 singleuri.

## Albume de studio
| An                                       | Detaliile albumului                                                                                   | Poziția de top | Poziția de top | Poziția de top | Poziția de top | Poziția de top | Poziția de top | Poziția de top | Poziția de top | Poziția de top | Poziția de top | Poziția de top | Poziția de top | Poziția de top | Certificări  |
| An                                       | Detaliile albumului                                                                                   | US             | AUS            | AUT            | BEL            | FIN            | FRA            | GER            | JPN            | NLD            | NOR            | SWE            | SWI            | UK             | Certificări  |
| ---------------------------------------- | --- | -------------- | -------------- | -------------- | -------------- | -------------- | -------------- | -------------- | -------------- | -------------- | -------------- | -------------- | -------------- | -------------- | ------------ |
| 1994                                     | Burn My Eyes - Lansat: 9 august 1994 - Label: Roadrunner (#9016) - Format: CD, casetă, LP             | —              | —              | 29             | —              | —              | —              | 35             | —              | 45             | 38             | 25             | —              | 25             | - UK: Silver |
| 1997                                     | The More Things Change... - Lansat: 25 martie 1997 - Label: Roadrunner (#8860) - Format: CD, casetă   | 138            | 30             | 24             | 11             | 13             | 21             | 22             | —              | 22             | 15             | 17             | —              | 16             |              |
| 1999                                     | The Burning Red - Lansat: 27 iulie 1999 - Label: Roadrunner (#8651) - Format: CD, casetă              | 88             | 30             | 22             | 31             | 12             | 55             | 15             | 93             | 35             | 35             | 17             | —              | 13             | - UK: Silver |
| 2001                                     | Supercharger - Lansat: 1 octombrie 2001 - Label: Roadrunner (#8500) - Format: CD                      | 115            | 24             | 33             | 46             | 25             | 35             | 25             | 59             | 88             | —              | 42             | 82             | 34             |              |
| 2003                                     | Through the Ashes of Empires - Lansat: 16 decembrie 2003 - Label: Roadrunner (#8363) - Format: CD, LP | 88             | 91             | 24             | —              | —              | 44             | 24             | 202            | 65             | —              | 41             | 80             | 77             | - UK: Silver |
| 2007                                     | The Blackening - Lansat: 26 martie 2007 - Label: Roadrunner (#8016) - Format: CD/DVD, LP              | 54             | 14             | 19             | 52             | 23             | 36             | 12             | 53             | 22             | 36             | 19             | 29             | 16             | - UK: Silver |
| 2011                                     | Unto the Locust - Release Date: 27 septembrie 2011 - Label: Roadrunner - Format: CD/DVD               | 22             | 10             | 6              | 19             | 8              | 13             | 5              | 18             | 20             | 15             | 14             | 10             | 43             |              |
| "—" denotes releases that did not chart. | |                |                |                |                |                |                |                |                |                |                |                |                |                |              |

## Albume live
| An   | Detaliile albumului                                                                        | Poziții de top | Poziții de top |
| An   | Detaliile albumului                                                                        | FRA            | UK             |
| ---- | ------------------------------------------------------------------------------------------ | -------------- | -------------- |
| 2003 | Hellalive - Lansat: 11 martie 2003 - Label: Roadrunner (#8437) - Format: CD                | 78             | 143            |
| 2012 | Machine Fucking Head Live - Lansat: 13 noiembrie 2012 - Label: Roadrunner (#) - Format: CD | 115            | --             |

## Extended play-uri
| An   | Detaliile albumului                                                                                          | Note                                                                      |
| ---- | --- | ------------------------------------------------------------------------- |
| 2000 | An of the Dragon - Lansat: 26 iunie 2000 - Label: Roadrunner - Format: CD5                                   | - Used as promotion for 2000 tour. - Contained "The New Resistance" demo. |
| 2000 | Year of the Dragon Tour Diary: Japan - Lansat: 5 iulie 2000 - Label: Roadrunner (Cat. # 2093-3) - Format: CD | - Used as promotion for 2000 tour.                                        |
| 2007 | The Blackening & Beyond - Lansat: 2007 - Label: Roadrunner (Cat. # 10206-2) - Format: CD                     | - Used as promotion for 2007 tour.                                        |
| 2011 | The Black Procession - Lansat: 16 aprilie 2011 - Label: Roadrunner - Format: LP                              | - Released exclusively for Record Store Day.                              |

## Singles
| An                                       | Song                     | Peak chart position | Peak chart position | Album                        |
| An                                       | Song                     | UK                  | US Main.            | Album                        |
| ---------------------------------------- | ------------------------ | ------------------- | ------------------- | ---------------------------- |
| 1994                                     | "Davidian"               | —                   | —                   | Burn My Eyes                 |
| 1994                                     | "Old"                    | 43                  | —                   | Burn My Eyes                 |
| 1997                                     | "Take My Scars"          | 73                  | —                   | The More Things Change...    |
| 1997                                     | "Ten Ton Hammer"         | —                   | —                   | The More Things Change...    |
| 1999                                     | "From This Day"          | 74                  | —                   | The Burning Red              |
| 1999                                     | "Silver (Take My Hand)"  | —                   | —                   | The Burning Red              |
| 2001                                     | "Crashing Around You"    | 89                  | —                   | Supercharger                 |
| 2004                                     | "Imperium"               | —                   | —                   | Through the Ashes of Empires |
| 2004                                     | "Days Turn Blue to Gray" | 77                  | —                   | Through the Ashes of Empires |
| 2007                                     | "Now I Lay Thee Down"    | —                   | —                   | The Blackening               |
| 2007                                     | "Aesthetics of Hate"     | —                   | —                   | The Blackening               |
| 2007                                     | "Halo"                   | —                   | —                   | The Blackening               |
| 2011                                     | "Locust"                 | —                   | —                   | Unto the Locust              |
| 2012                                     | "Darkness Within"        | —                   | 37                  | Unto the Locust              |
| "—" denotes releases that did not chart. |                          |                     |                     |                              |

## Albume video
| An   | Detalii                                                                         | Poziția de top | Poziția de top | Poziția de top |
| An   | Detalii                                                                         | US [a]         | SWE            | UK             |
| ---- | ------------------------------------------------------------------------------- | -------------- | -------------- | -------------- |
| 2005 | Elegies - Lansat: 11 octombrie 2005 - Label: Roadrunner (#610944) - Format: DVD | 13             | 7              | 4              |

a.^Refers to the Billboard Top Music Video chart.

## Clipuri video
| An   | Piesă                             | Director                                 |
| ---- | --------------------------------- | ---------------------------------------- |
| 1992 | "Fuck It All"[b]                  | Jerry Allen                              |
| 1994 | "Davidian"                        | Sheila Rene                              |
| 1995 | "Old"                             | Bill Ward                                |
| 1997 | "Ten Ton Hammer"                  | Bill Ward                                |
| 1998 | "Take My Scars"                   | Chris Hafner                             |
| 1999 | "From This Day"                   | Michael Martin                           |
| 2001 | "Crashing Around You"             | Nathan Cox                               |
| 2003 | "The Blood, The Sweat, The Tears" | Robert Flynn                             |
| 2003 | "Imperium"                        | Mike Sloat                               |
| 2004 | "Days Turn Blue to Gray"          | Mike Sloat                               |
| 2007 | "Aesthetics of Hate"              | Mike Sloat                               |
| 2007 | "Now I Lay Thee Down"             | Mike Sloat                               |
| 2008 | "Halo"                            | Mike Sloat                               |
| 2008 | "Hallowed Be Thy Name"            | Mike Sloat                               |
| 2011 | "Locust"                          | Mike Sloat                               |
| 2012 | "Darkness Within"                 | Robb Flynn, Milan Basel and Jiří Novotný |

b.^ The music video for "Fuck It All" was filmed prior to the recording of Burn My Eyes. It appeared on the album under the title of "Block".